# Salinillas de Bureba
Salinillas de Bureba település Spanyolországban, Burgos tartományban. Salinillas de Bureba Galbarros, Rojas, Piérnigas, Quintanabureba, Aguilar de Bureba és Briviesca községekkel határos. Lakosainak száma 48 fő (2024).

## Népesség
A település népessége az utóbbi években az alábbiak szerint változott:
| Lakosok száma | 58   | 52   | 54   | 51   | 56   | 51   | 50   | 49   | 51   | 48   |
|               | 2001 | 2004 | 2006 | 2009 | 2011 | 2014 | 2016 | 2019 | 2021 | 2024 |